# Szkoła Huang-Lao
Szkoła Huang-Lao (chiń. upr. 黄老道; chiń. trad. 黃老道; pinyin Huáng-Lǎo dào) – synkretyczna chińska szkoła filozoficzna, dominująca w Państwie Środka w II wieku p.n.e. Jednym z jej najsłynniejszych reprezentantów był Sima Tan, ojciec historyka Sima Qiana.
Doktryna szkoły Huang-Lao stanowiła połączenie filozofii taoistycznej z mistycznymi i alchemicznymi naukami pochodzącymi rzekomo od Żółtego Cesarza (stąd nazwa „Huang-Lao”, od imion Huang Di i Laozi). Wspierana przez pierwszych cesarzy dynastii Han (zwłaszcza Wendi) zastąpiła legizm jako oficjalną ideologię państwową. Szkoła posługiwała się licznymi tekstami poświęconymi wróżbiarstwu i geomancji, których autorem miał być Huang Di. Podstawą nauk Huang-Lao było przekonananie o istnieniu naturalnego, kosmicznego porządku, któremu muszą się podporządkować działania poszczególnych jednostek oraz Nieba.
Głosząca konieczność ograniczenia ingerencji władzy w życie społeczne w imię zasady niedziałania, doktryna szkoły Huang-Lao przyczyniła się do ustabilizowania sytuacji w państwie po chaosie rządów Qin. Za panowania cesarza Wudi doktryna Huang-Lao została odrzucona i zastąpiona jako oficjalna ideologia przez konfucjanizm. Konfucjaniści uważali nauki Huang-Lao za niepraktyczne. Zapoczątkowana przez szkołę inkorporacja praktyk magicznych do filozofii taoistycznej legła u podstaw taoizmu religijnego, który narodził się u schyłku dynastii Han.
W roku 1973 w Mawangdui odkryto teksty filozoficzne z epoki Han, kluczowe dla poznania szkoły Huang-Lao.